# NGC 2264
NGC 2264 beschreibt ein Gebiet, das aus einem Teil eines H-II-Gebiets (mit einer davor liegenden Dunkelwolke, dem Konusnebel), einem Sternhaufen (dem Weihnachtsbaum-Sternhaufen) und dem diffusen Nebel dazwischen besteht. Es befindet sich in etwa 2500 Lichtjahren Entfernung im Sternbild Einhorn und hat die Abmessungen 40,0' × 40,0' und eine scheinbare Helligkeit von 4,1 mag.
Oft werden die Einzelkomponenten falsch bezeichnet. So z. B. die H-II-Region alleine als NGC 2264. Der New General Catalogue jedoch bezeichnet die Gesamtheit aus H-II-Gebiet, offenem Sternhaufen und diffusem Nebel mit der Nummer 2264.
Das Objekt wurde am 18. Januar 1784 von Wilhelm Herschel entdeckt.

Fuchsfellnebel (o.r)